# Der Teufelsgeiger
Der Teufelsgeiger (br: Paganini - O Violinista do Diabo) é um filme austro-ítalo-alemão de 2013, dirigido e roteirizado por Bernard Rose, sobre a vida do violinista Niccolò Paganini.
As performances de Paganini são executadas por David Garrett.[carece de fontes?]

## Elenco
- David Garrett como Niccolò Paganini
- Jared Harris como Urbani
- Joely Richardson como Ethel Langham
- Christian McKay como John Watson
- Veronica Ferres como Elizabeth Wells
- Helmut Berger como Lord Burghersh
- Olivia d'Abo como Primrose Blackstone
- Andrea Deck como Charlotte Watson

## Lançamento
O filme estreou em 31 de outubro de 2013, na Alemanha; 5 de dezembro de 2013, na Ucrânia; 27 de fevereiro de 2014, na Itália; e teve sua estreia nos Estados Unidos em 10 de março de 2014, diretamente no Festival Internacional de Cinema de Miami.[carece de fontes?]